# براءة اختراع

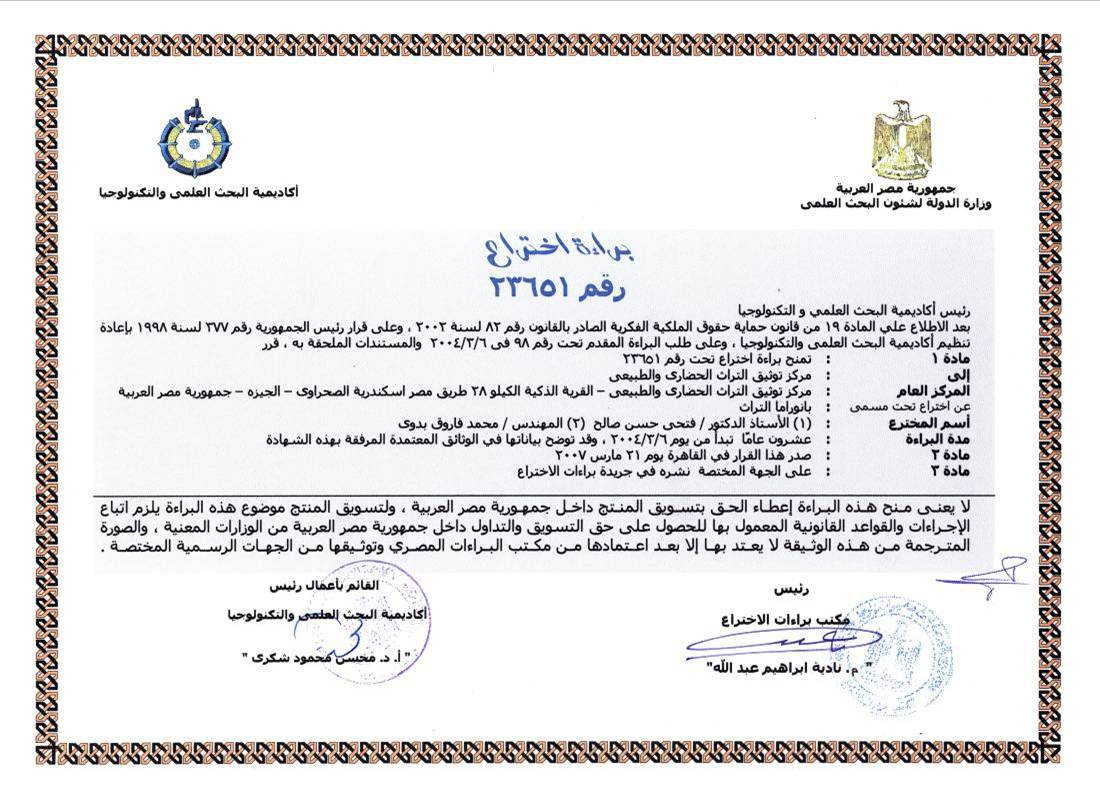
براءة اختراع مصرية

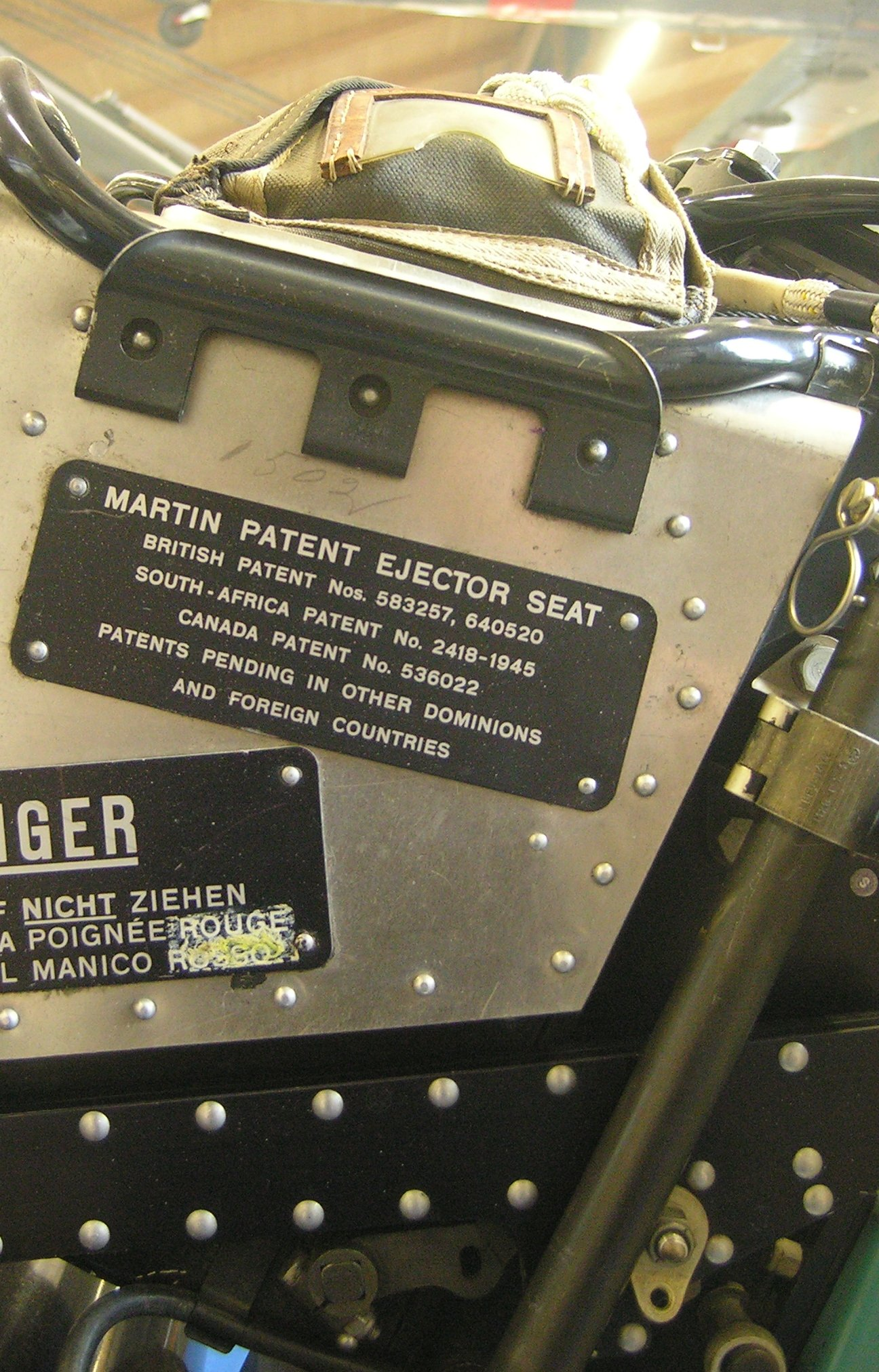

براءة الاختراع (بالإنجليزية: Patent)‏ هي امتياز خاص يمنح بشكل رسمي لمخترع في فترة زمنية محددة مقابل سماحه للعامة بالاطلاع على الاختراع. وبشكل عام فإن الحق الذي يُمنح لصاحب الاختراع هو منع الآخرين من صناعة أو استخدام أو بيع أو عرض ذلك الاختراع دون الحصول على موافقة من صاحب براءة الاختراع، وهي ترخيص حكومي يتم اعطاؤها لشخص ما بحيث يتم منحه حقوق حصرية لعمليه أو تصميم أو اختراع جديد.
إجراءات الحصول على براءة الاختراع والمتطلبات المفروضة على المخترع ومدى الحقوق الخاصة للمخترع مختلفة بين الدول بحسب قوانين الدولة نفسها والاتفاقيات الدولية. طلب براءة الاختراع يجب أن يتضمن على الأقل شيئاً جديداً ومبتكراً ومفيداً أو تطبيقاً صناعياً. وفي العديد من الدول هناك العديد من الأشياء التي لا يمكن أن تتم حمايتها ببراءات الاختراع، مثل العمليات العقلية أو طرق تنفيذ الأعمال.

## القانون
التصديق والتأكيد على براءة الاختراع بواسطة القانون الوطني وأيضا بواسطة المعاهدات الدولية، التي تؤثر على القانون الوطني، بذلك تأخذ الاختراعات صفة إقليمية في الوطن. بشكل عام تقوم الدولة بإنشاء مكتب لبراءات الاختراعات تكون مسؤوليته تفعيل دورة في إطار القانون الوطني للدولة. ويمنح هذا المكتب براءات الاختراع. هناك اتجاه للتجانس العام بين براءات الاختراع على المستوى الدولي وذلك من خلال المنظمة العالمية للملكية الفكرية World Intellecual Properity Orgnazation) WIPO)
وهناك عدة معاهدات تعمل على تنظيم الملكية الصناعية بشكل عام وبراءات الاختراع بشكل خاص منها
1- معاهدة باريس للملكية الصناعية(Paris Convention for the Protection of Industrial Property)
2- معاهدة التعاون بشأن البراءات (_Patent Cooperation treaty(PCT))
3- معاهدة قانون البراءات (Patent Law Treaty)PLT)
قامت فرنسا بوضع قوانين مبدئية لبراءات الاختراع بدون التعدي على سلطات القضاء. المبدأ الرئيسي هو تعاون مشترك لأنظمة براءات الاختراع الحالية. بالإضافة إلى European Patent Convention) EPC) الذي يدار بواسطة (European Patent Organisation (EPOrg.

## شروط براءة الاختراع
1. أن تكون فكرة جديدة
2. أن تكون غير بديهية
3. أن يكون لها تطبيق صناعي
4. ان لا تكون فكرة مسروقة أو مستنسخة

## الاتفاقيات والمعاهدات ذات العلاقة

### اتفاقية باريس لحماية الملكية الصناعية
بموجب الانضمام إلى هذه الاتفاقية تشكل الدول الأعضاء اتحاداً لحماية الملكية الصناعية التي تشمل براءات الاختراع ونماذج المنفعة، الرسوم والنماذج الصناعية، العلامات والأسماء التجارية، تسميات المنشأ أو المؤشرات الجغرافية، قمع المنافسة غير المشروعة. ويعنى بالملكية الصناعية أوسع معانيها فكما تسرى على الصناعة والتجارة تطبق أيضاً على الصناعات الزراعية والاستخراجية وعلى جميع المنتجات الطبيعية أو المصنعة.

### اتفاقية الجوانب المتصلة بالتجارة من حقوق الملكية الفكرية (اتفاقية تريبس)
تعد اتفاقية تريبس إطارا أشمل لموضوعات الملكية الفكرية، فقد نظمت حماية البرامج الحاسوبية وقواعد البيانات في نطاق حقوق المؤلف، وبذلك أضيفت تلك المصنفات إلى مصنفات الملكية الأدبية. كما أوجدت تلك الاتفاقية مركزا آخر لإدارة الملكية الفكرية عالميا، وهو منظمة التجارة العالمية التي خصصت اتفاقية إحداثها مجلسا خاصا، من بين هيئاتها باتفاقية تريبس، وأمضت بروتوكول تعاون مع المنظمة الدولية لحماية الملكية الفكرية في عام 1996 بهدف تفادي التناقضات التي يمكن أن تحصل بين المنظمتين بخصوص إدارة تنظيم الملكية الفكرية.

### اتفاق مدريد المتعلق بحظر البيانات المزيفة أو الخادعة الخاصة بمصدر البضائع
ينشئ هذا الاتفاق نظاما بمصادرة أية بضاعة تحمل عند استيرادها بيانا مزيفا أو خادعا والتي تكون إحدى الدول التي تطبق عليها أحكام الاتفاق أو مكان في هذه الدولة قد حُدد بطريقة مباشرة أو غير مباشرة على أية دولة أو مكان منشأ هذه البضاعة .

### اتفاق مدريد المتعلق بالتسجيل الدولي للعلامات
ينشئ هذا الاتفاق اتحادا خاصا للتسجيل الدولي للعلامات، ويهدف الاتفاق إلى تأمين حماية مواطني الدولة العضو فيما يتعلق بعلاماتهم السلعية والخدمية المسجلة في دولة المنشأ وذلك عن طريق تسجيل تلك العلامات في المكتب الدولي من خلال مكتب العلامات الكائن في دولة المنشأ.

### اتفاق لاهاي المتعلق بالإيداع الدولي للنماذج الصناعية
ينشئ هذا الاتفاق اتحادا يهتم بالإيداع الدولي للنماذج الصناعية، حيث يمكن لمودع الطلب إجراء إيداع دولي واحد سواء لدى الويبو أو لدى مكتب وطني لبلد يكون طرفا في المعاهدة.

### اتفاق لشبونة لحماية المؤشرات الجغرافية وتسجيلها الدولي
ينشئ هذا الاتفاق اتحادا خاصا في إطار اتفاقية باريس لحماية المؤشرات الجغرافية للمنتجات ويعنى بها، والمقصود بذلك الاسم الجغرافي للبلد أو المنطقة أو المكان الذي نشأت فيه تلك المنتجات واكتسبت فيها شهرتها الخاصـة.

### معاهدة التعاون في مجال البراءات (PCT)
تنشئ هذه المعاهدة اتحادا يعرف بالاتحاد الدولي للتعاون في مجال البراءات، ويهدف إلى التعاون في مجال البحث والفحص للطلبات الخاصة بحماية الاختراعات وتقديم خدمات فنية خاصة. والغاية في النهاية هي الوصول إلى نظام موحد يستطيع طالبوا البراءات من خلاله أن يتقدموا بطلب دولي واحد يكون صالحاً لكل الدول الأعضاء.

### معاهدة بودبست بشأن الاعتراف الدولي بإيداع الكائنات الدقيقة لأغراض البراءات
تهدف هذه الاتفاقية إلى نقل الكائنات الدقيقة أو حفظها لدى جهة إيداع دولي أو الأمرين معا.

### معاهدة قانون العلامات (TLT)
تهدف المعاهدة إلى تنظيم المسائل المتعلقة بتسجيل العلامات التجارية وهي تطبق على علامات السلع وعلامات الخدمات. وهي تستبعد من مجال تطبيقها العلامات غير القابلة للتجسيد، كعلامات الصوت، والعلامات الجماعية، وعلامات الجودة والضمان.

### معاهدة قانون البراءات (PLT)
تهدف المعاهدة إلى إيجاد نوع من التناغم بالنسبة للمتطلبات الرسمية ذات الصلة بإجراءات طلب الحصول على البراءة وصيانتها.

### اتفاقات التصنيف
1. اتفاق (نيس): المتعلق بالتصنيف الدولي للسلع والخدمات لأغراض تسجيل العلامات وهذا الاتفاق ينشئ اتحاداً خاصاً من أجل تحقيق أهدافه.
2. اتفـاق (لوكارنـو): المنشئ للتصنيف الدولي للنماذج الصناعية: بموجب الاتفاق ينشئ اتحاداً خاصاً من أجل نظام موحد للتصنيف الدولي لأغراض حماية النماذج الصناعية، وهذا النظام ذو طابع إداري بحت.
3. اتفاق (ستراسبورج): المتعلق بالتصنيف الدولي للبراءات: الاتفـاق ينشـئ اتحـاداً خاصـاً للتصنيـف العادي تحت مسمى التصنيـف الدولي للبراءات من أجل براءات الاختراع وشهادات المخترعين، ونماذج المنفعة، وشهادات المنفعة.
4. اتفاق (فيينا): المنشئ للتصنيف الدولي للعناصر الملموسة في العلامـات: الاتفاق ينشئ اتحاداً خاصاً للتصنيف العادي للعناصر الملموسة في العلامات تحت مسمى «تصنيف العناصر الملموسة».

## أماكن تسجيلها
1. مدينة الملك عبد العزيز للعلوم والتقنية.
2. مكتب الولايات المتحدة لبراءات الاختراع والعلامات التجارية.
3. مكتب براءات الاختراع الأوروبي.
4. المنظمة العالمية للملكية الفكرية.
5. المعهد الوطني الجزائري للملكية الصناعية.

## ما لا يمكن حمايته
1. الاستنتاجات والنظريات
2. طرق العلاج
3. النباتات والحيوانات

## تاريخ
اعترفت نحو 100 دولة بمعاهدة البراءات والتي تعرف باتفاقية باريس للملكية الصناعية، وبدأ العمل بها منذ عام 1884. ووافقت كل دولة على منح مواطني البلاد الأخرى الحقوق نفسها في الحصول على البراءة التي تمنحها لمواطنيها. وقد حققت المعاهدة المبدأ المسمى حق الأولوية. وهذا الحق يمنح صاحب الطلب الاستفادة من فترة إثنى عشر شهرا لتسجيل طلبه في أي دولة طرفا في هذه الاتفاقية ويعتبر كانه تم تقديمه فيها من البداية وهذا يفيد أولئك الذين يتقدمون للحصول على براءة الاختراع في بلادهم ثم يتقدمون خلال عام للحصول عليها في أي بلد من البلاد الأخرى. ويُعد تقديمهم الأخير كأنه قد أجري في التاريخ نفسه الذي تقدموا به في بلادهم.

### أهم مودعي براءات الاختراع بناءً على معاهدة التعاون بشأن البراءات لعامي 2019 و2020
تعتبر معاهدة التعاون بشأن البراءات (PCT) قانوناً دولياً لبراءات الاختراع؛ أبرمت عام 1970. وتنص على إجراءٍ موحدٍ لتقديم طلب براءة اختراع لحماية الاختراعات في الدول الموقّعة على المعاهدة. يُطلق على طلب البراءة المودع بموجب معاهدة التعاون بشأن البراءات اسم طلب دولي أو طلب بموجب معاهدة التعاون بشأن البراءات.
| عدد مقدمي الطلبات  | الدولة         | الترتيب 2020 | عدد الطلبات 2020 | الترتيب 2019 | عدد الطلبات 2019 |
| ------------------ | -------------- | ------------ | ---------------- | ------------ | ---------------- |
| هواوي              | الصين          | 1            | 5464             | 1            | 4411             |
| إلكترونيات سامسونج | كوريا الجنوبية | 2            | 3093             | 3            | 2334             |
| ميتسوبيشي إلكتريك  | اليابان        | 3            | 2810             | 2            | 2661             |
| إل جي إلكترونيكس   | كوريا الجنوبية | 4            | 2759             | 10           | 1646             |
| كوالكوم            | U.S.           | 5            | 2173             | 4            | 2127             |
| إريكسون            | السويد         | 6            | 1989             | 7            | 1698             |
| BOE Technology     | الصين          | 7            | 1892             | 6            | 1864             |
| أوبو               | الصين          | 8            | 1801             | 5            | 1927             |
| سوني               | اليابان        | 9            | 1793             | 13           | 1566             |
| باناسونيك          | اليابان        | 10           | 1611             | 12           | 1567             |